# Delphinium chayuense
Delphinium chayuense är en ranunkelväxtart som beskrevs av Wen Tsai Wang. Delphinium chayuense ingår i släktet storriddarsporrar, och familjen ranunkelväxter. Inga underarter finns listade i Catalogue of Life.